# Raúl Noriega
Raúl Alfredo Noriega (Guayaquil, 4 januari 1970) is een voormalig Ecuadoraans profvoetballer, die speelde als centrale verdediger. Hij speelde het grootste deel van zijn carrière voor Barcelona SC.

## Interlandcarrière
Noriega, bijgenaamd Pavo, kwam 27 keer uit voor het Ecuadoraans voetbalelftal, en scoorde twee keer voor zijn vaderland in de periode 1988-1997. Hij maakte zijn debuut voor de nationale ploeg op 10 juni 1988 in de vriendschappelijke interland tegen de Verenigde Staten (0-2) in Houston, net als Nelson Guerrero. Hij nam met Ecuador deel aan twee edities van de Copa América: 1993 en 1995.
| Interlanddoelpunten van Raúl Noriega voor Ecuador | Interlanddoelpunten van Raúl Noriega voor Ecuador | Interlanddoelpunten van Raúl Noriega voor Ecuador | Interlanddoelpunten van Raúl Noriega voor Ecuador | Interlanddoelpunten van Raúl Noriega voor Ecuador | Interlanddoelpunten van Raúl Noriega voor Ecuador | Interlanddoelpunten van Raúl Noriega voor Ecuador |
| №                                                 | Datum                                             | Wedstrijd                                         | Goal(s)                                           | Score                                             | Uitslag                                           | Competitie                                        |
| ------------------------------------------------- | ------------------------------------------------- | ------------------------------------------------- | ------------------------------------------------- | ------------------------------------------------- | ------------------------------------------------- | ------------------------------------------------- |
| 1                                                 | 15 juni 1993                                      | Ecuador – Venezuela                               | 33'                                               | 2 – 0                                             | 6 – 1                                             | Copa América                                      |
| 2                                                 | 19 september 1993                                 | Ecuador – Bolivia                                 | 72'                                               | 1 – 1                                             | 1 – 1                                             | WK-kwalificatie                                   |

## Erelijst
Barcelona SC
- Campeonato Ecuatoriano

1989, 1991, 1995, 1997
 Deportivo Cuenca
- Campeonato Ecuatoriano

2004